# Мечеть имени Машхура Жусупа
Мечеть имени Машхура Жусупа (каз. Мәшһүр Жүсіп мешіті) — мечеть на 1500 мест, расположенная в центре города Павлодара в парке площадью 6 га с основными входами с проспекта Назарбаева, улиц Кривенко и Каирбаева.

## Описание
Здание мечети построено в форме восьмиконечной звезды размером 48×48 метров, высота минаретов — 63 метра, высота купола с полумесяцом — 54 метра. Купол мечети — небесного цвета, выполнен в форме шанырака. Высота купола мужского зала молитвы на 1200 мест — 33 метра, диаметр — 30 метров. Общая площадь мечети составляет 7240 м². Два этажа основного здания и минареты выполнены из кирпича, купол — из металлических конструкций. Хрустальная люстра «Зумрад» с 434 лампочками, украшающая мечеть, была изготовлена в Ташкенте. Архитектурно мечеть похожа на распахнутое сердце, открытое для мира и добра.
Первый этаж мечети включает классные комнаты медресе, зал молитвы для женщин на 300 мест, зал бракосочетания, столовую на 300 мест со вспомогательными помещениями, помещения для омовения, гардеробы. Зал бракосочетания и столовая могут быть объединены в один большой зал благодаря трансформирующейся перегородке. На втором этаже находится зал молитвы с балконом на 1200 мест, музей исламской культуры, библиотека, видеозал, служебные помещения, холлы. Главный вход в здание ведёт на второй этаж.